# Hildener Stadtwald, Bereich Biesenbach
Das 9 ha große Naturschutzgebiet Hildener Stadtwald, Bereich Biesenbach mit der Kennung ME-026 liegt östlich der Stadt Hilden im Kreis Mettmann. Es liegt im Hildener Stadtwald  – östlich der A3 gelegen – und bildet einen Verbund mit den beiden etwas nördlicher gelegenen 27 ha großen Naturschutzgebiet Hildener Stadtwald, Bereich Sandbach-Krebsbach (ME-033) und dem 2 ha großen Naturschutzgebiet Hildener Heide, östlich Taubenberg (ME-034), sowie dem östlich gelegenen 36 ha großen Naturschutzgebiet Hildener Heide, Schönholz (ME-003). Noch etwas weiter Weiter östlich liegen das 9 ha große Naturschutzgebiet Sandberg (ME-035) und südlich davon das 8 ha große Naturschutzgebiet Hildener Heide, südlich Sandberg (ME-028), die ebenfalls zu dem Biotop-Verbund zugehören.

## Beschreibung
Das Naturschutzgebiet grenzt westlich unmittelbar an die A3, wo Birken-Eichenwald, Eichen-Birkenwald, zum Teil mit alten Kiefern sowie Moor- und Bruchwald, der von einem begradigten Sandbach, dem Biesenbach durchflossen wird. In den Eichen- und Birkenwälder dominiert der Adlerfarn, in feuchteren Bereichen das Pfeifengras. Ein breiter Streifen Moor- und Bruchwald durchzieht das Waldstück von West nach Ost. Der nördlich gelegene Streifen Moorwald setzt sich aus Moorbirken mit Erlen und wenigen alten Kiefern zusammen. In der Strauchschicht findet sich neben dem Faulbaum Gagelstrauch, die Krautschicht bildet Pfeifengras, darunter finden sich Torfmoose. Südlich davon kommen verschiedenen Ausprägungen des Erlenbruchwalds mit stellenweise flächendeckenden Torfmoosen vor. In einigen Bereichen dominieren verschiedene Seggen (Carex acutiformis und Carex rostrata). Besonders hervorzuheben sind einige Exemplare des Königsfarns im Erlenbruchwald sowie Birken-Eichenwald mit alten Eichen am nördlichen und östlichen Rand des Waldstücks.

## Schutzziele
- Erhalt und Wiederherstellung von Feuchtheidefragmenten,
- Entwicklung arten- und torfmoosreicher Bruchwälder mit naturnahen Bachläufen und
- Optimierung eines Heideteiches mit Verlandungsgürteln.[2]

## Bedeutung
Das Naturschutzgebiet ist eine von mehreren NSG-Teilflächen im Hildener Stadtwald zwischen Hilden und Haan mit Moor- und Bruchwäldern, feuchten Eichen- und Birkenwäldern, naturnahen Sandbächen, Feuchtheiderelikten und Trockenheide sowie Feuchtwiesen. Es bildet mit der Ohligser Heide und dem Further Moor einen Biotopverbund auf der Bergischen Heideterrasse, die sich bis zur Wahner Heide erstreckt. Daher gehört das FFH-Gebiet zum natura-2000 Biotopnetz.

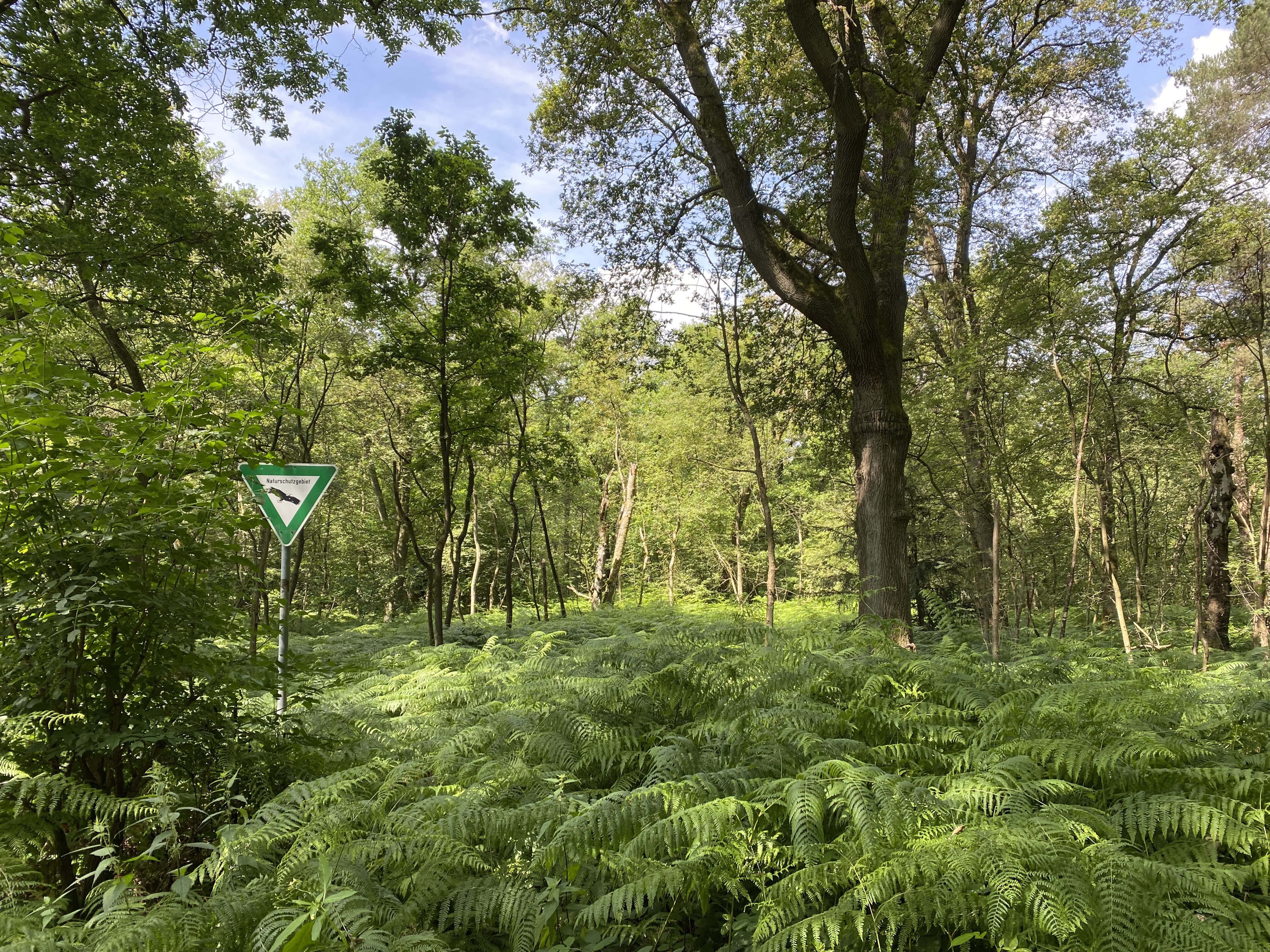
Adlerfarn dominiert die Krautschicht im Birken-Eichen-Wald im NSG
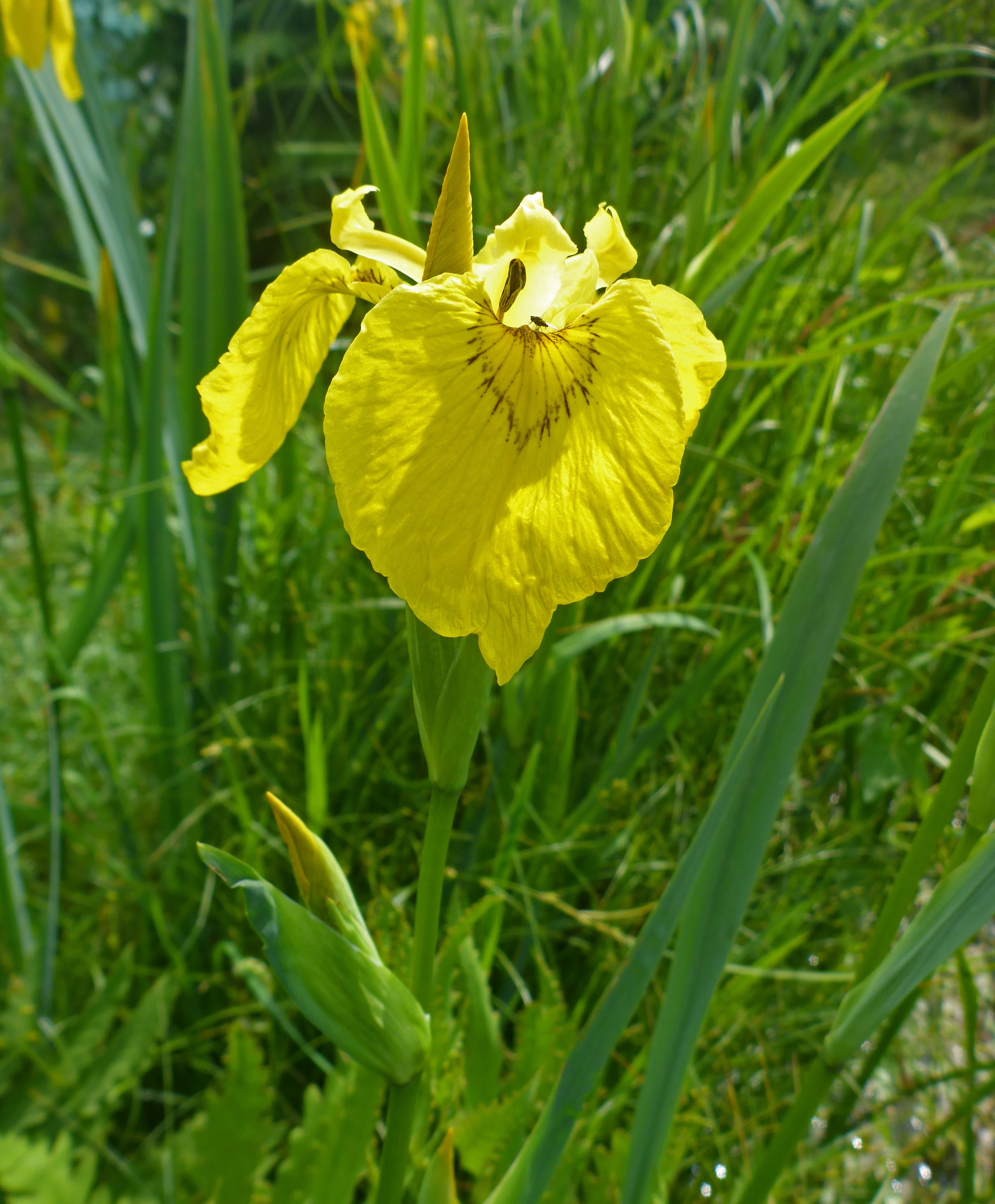
Sumpf-Schwertlilie (Iris pseudacorus)
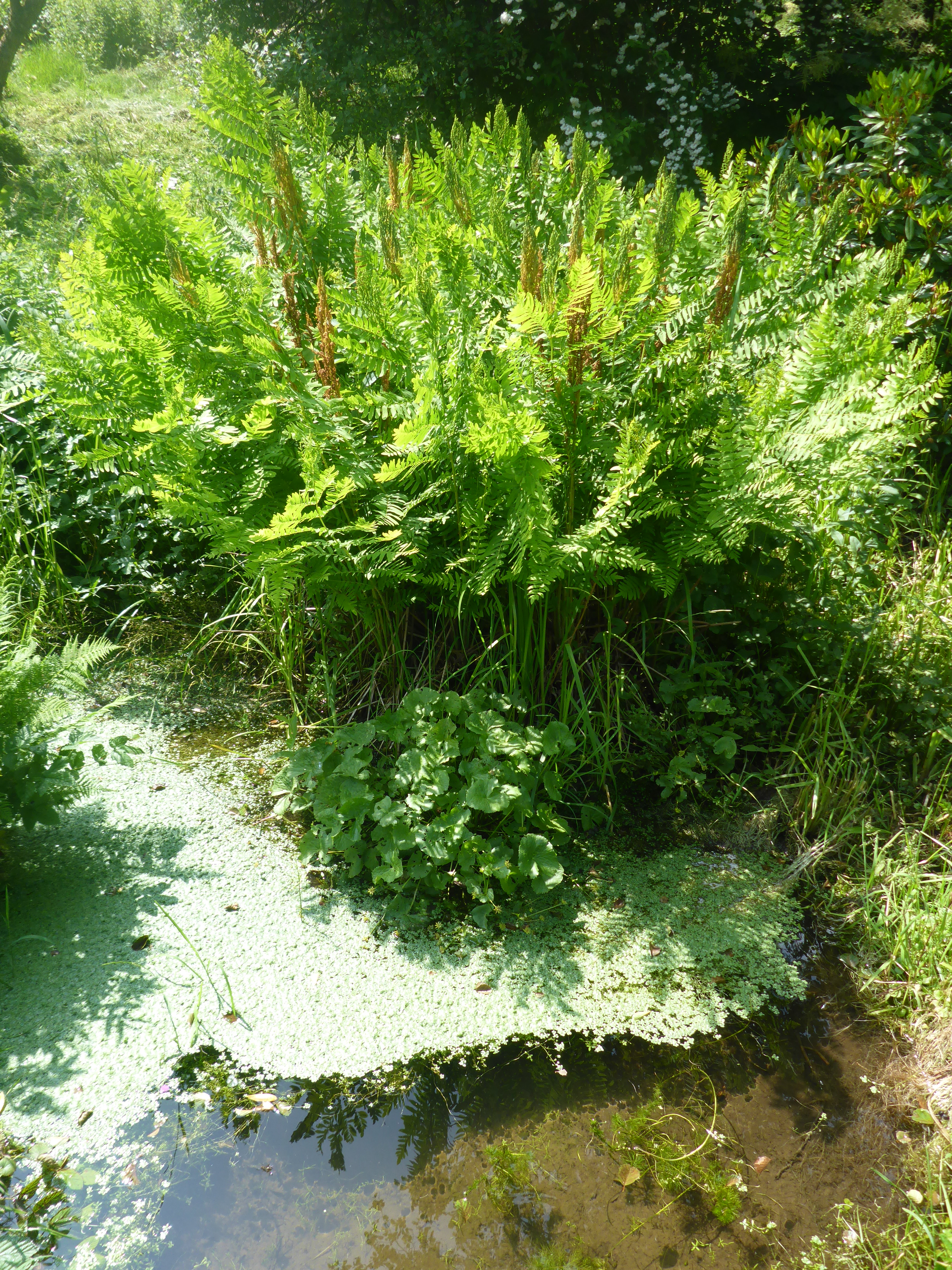
Königsfarn (Osmunda regalis)
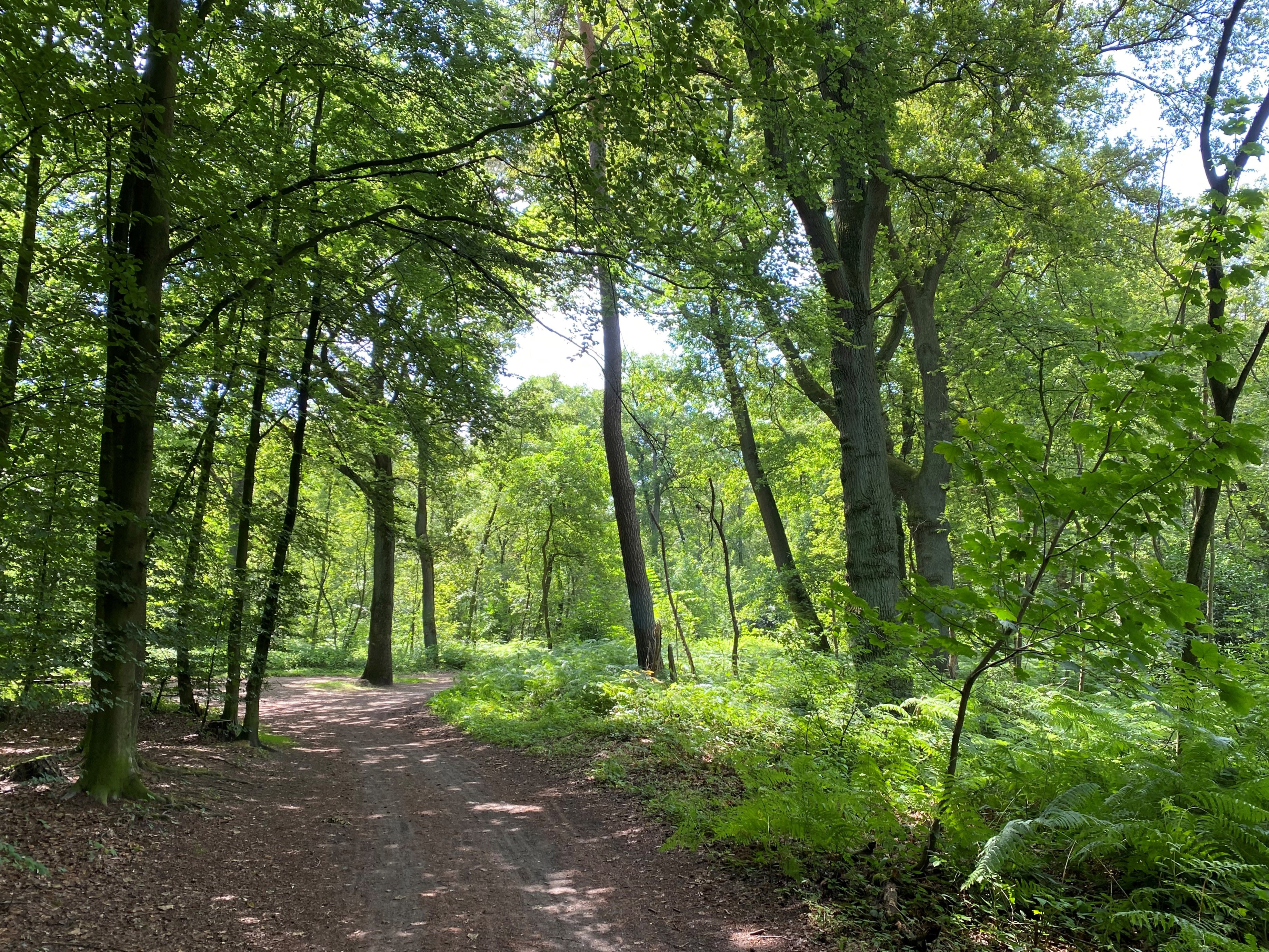
Birken-Eichenwald am nördl. und östl. Rand
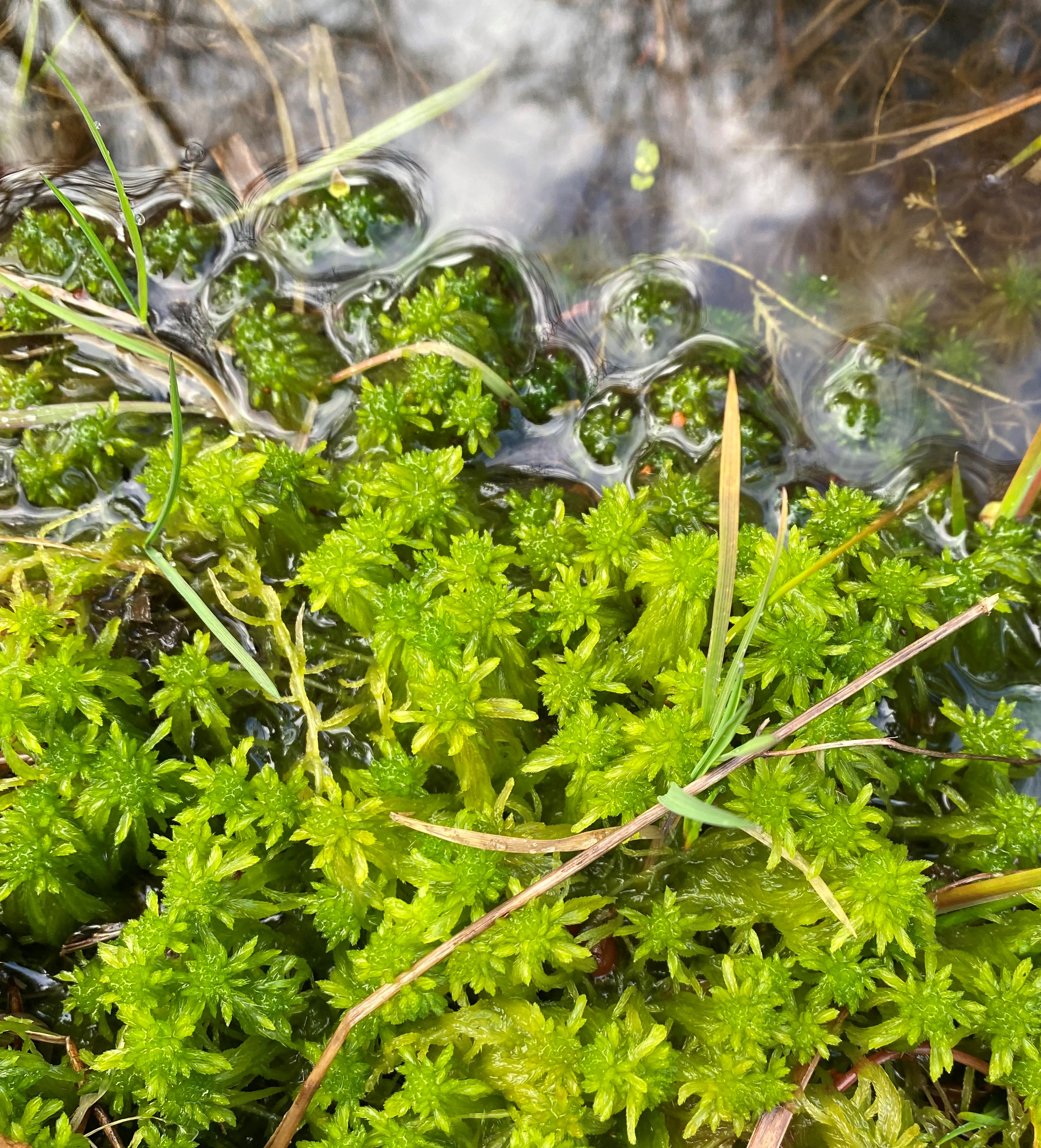
Torfmoose (Sphagnum spec.)
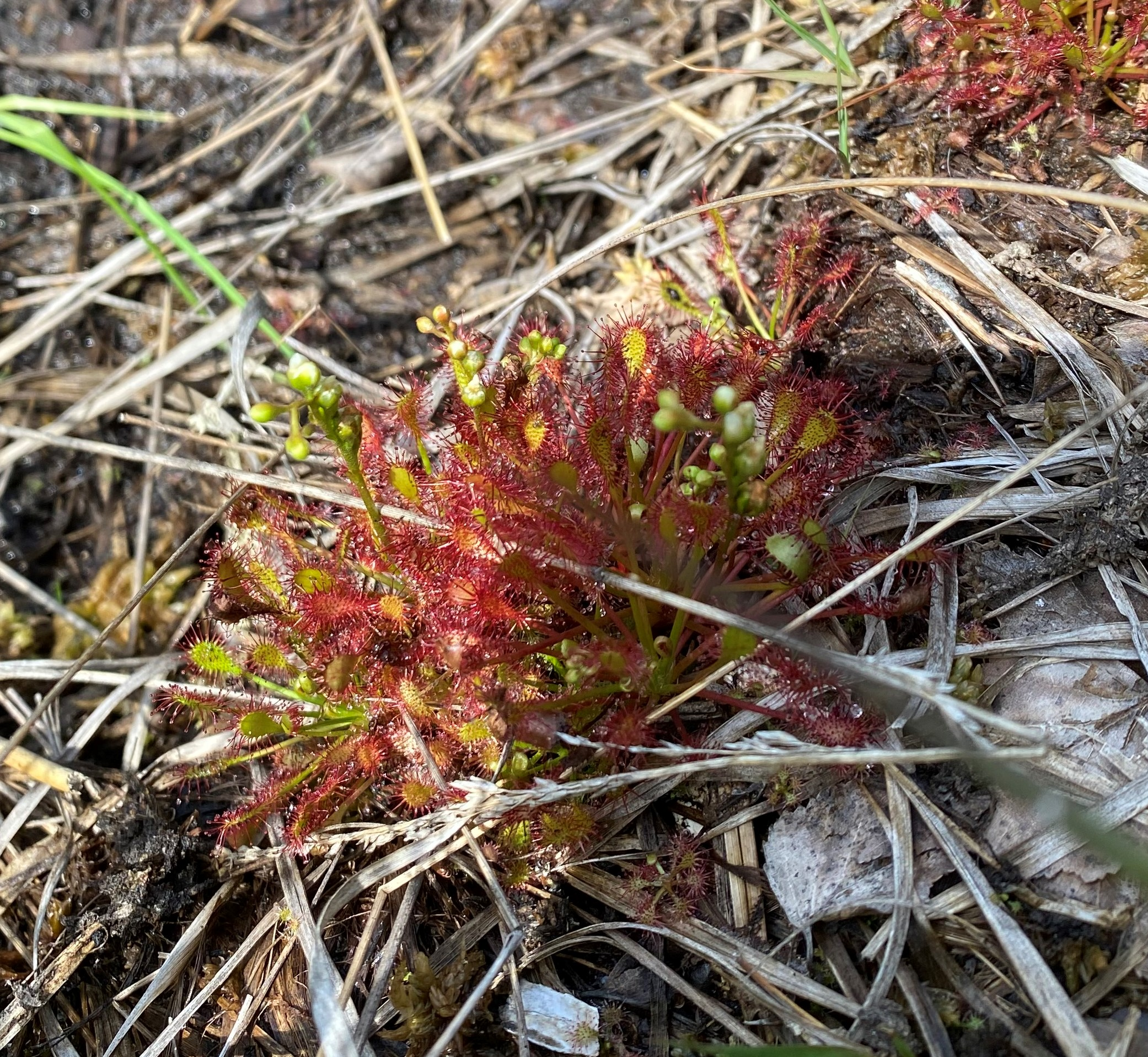
Mittlerer Sonnentau (Drosera intermedia)
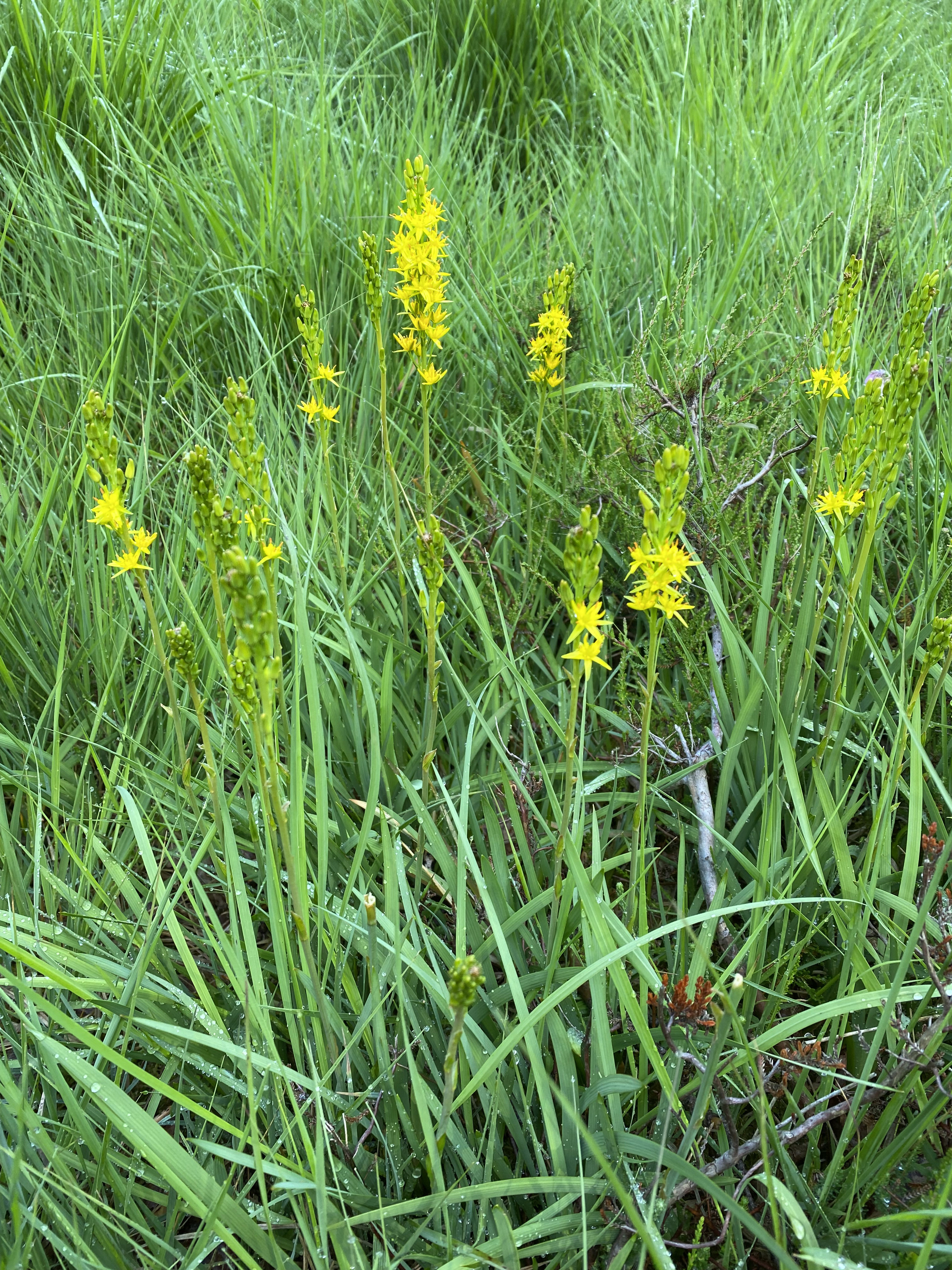
Seltene Moorlilie (Narthecium ossifragum) – in der Hildener Heide noch häufiger anzutreffen
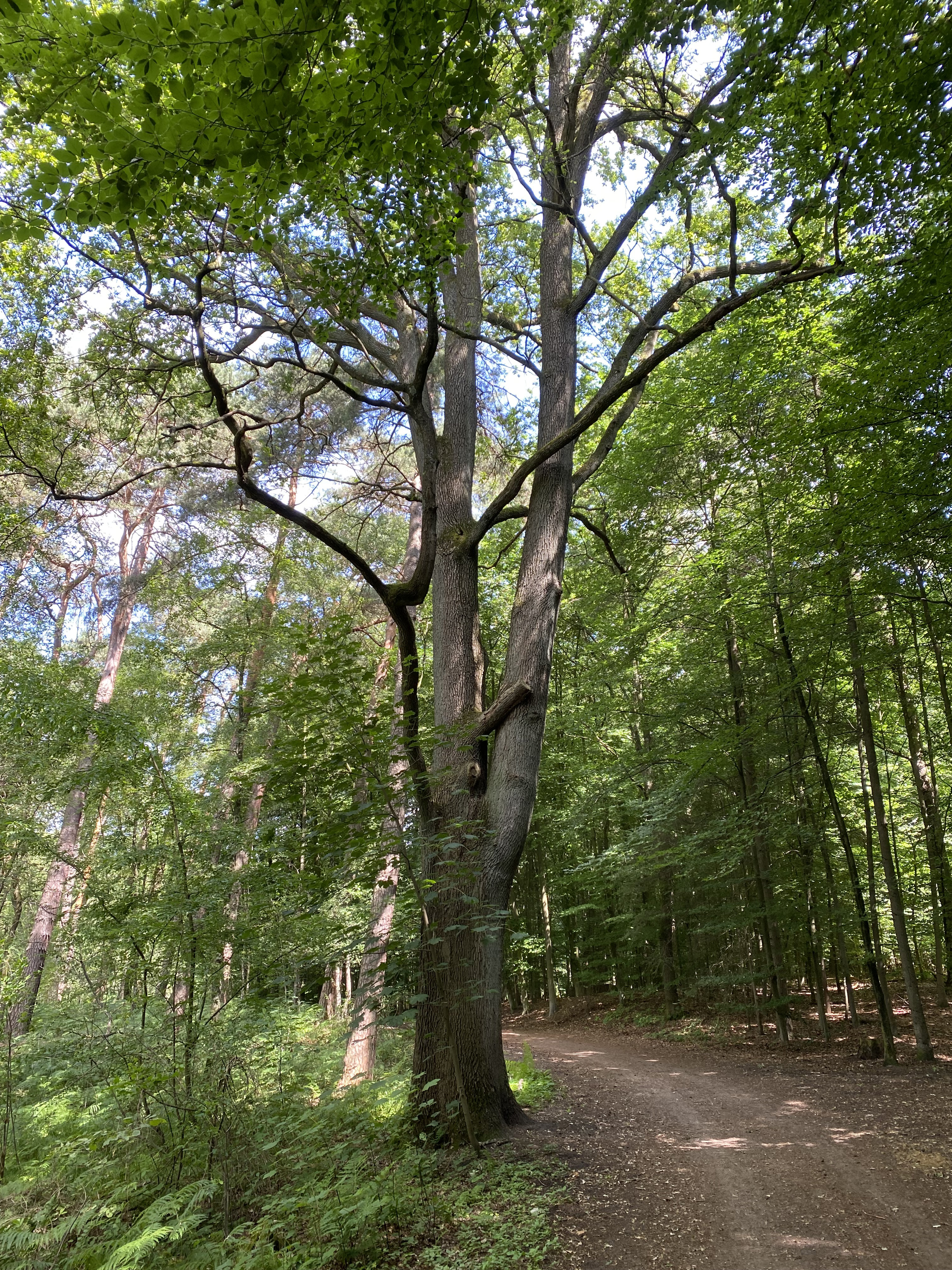
Alte hohe Eiche am Nordrand des NSG